# ولادیمیر مایاکوفسکی
ولادیمیر مایاکوفسکی (به روسی: Влади́мир Влади́мирович Маяко́вский) (زادهٔ  ۱۹ ژوئیه سال ۱۸۹۳ - درگذشت ۱۴ آوریل سال ۱۹۳۰) شاعر و درام‌نویس فوتوریست (آینده‌گرای) انقلابیِ روسی بود. تئاتر وی به تئاتر انقلاب شهرت داشت.
از ولادیمیر مایاکوفسکی به‌ عنوان یکی از نوابغ هنر شوروی یاد می‌شود. او در آستانهٔ ۳۶ سالگی با شلیک گلوله به زندگی خود خاتمه داد.

## زندگی‌
ولادیمیر مایاکوفسکی در ۱۹ ژوئیهٔ ۱۸۹۳ در روستای بگدات (بغداد) در استان کوتائیسی گرجستان در قفقاز متولد شد.
ولادیمیر، در دوران خلاقیت و فعالیت‌های هنری یکی از استادان سبک فوتوریسم بود. وی همگام با خیزش‌های انقلابی در روسیه رشد یافت و پس از انقلاب بلشویکی روسیه و در دوران حکومت شوروی، یکی از نام‌آورترین شاعران عصر خود بود.

این شاعر فوتوریسم، در زمان انقلاب روسیه، چهارده سال داشت که به عضویت حزب بلشویک درآمد و از سال‌های قبل از انقلاب، فعالیت هنری و سیاسی خود را آغاز کرد. ولادیمیر اندکی بعد، برای نخستین بار دستگیر شد. پس از سه سال بازداشت و تبعید در سال ۱۹۱۱، تحصیل را در مدرسه هنرهای زیبای مسکو آغاز کرد و در همین دوران با داوید بورلیوک، ولمیر خلبنیکوف، واسیلی کامنسکی که از شاعران و هنرمندان هم‌ عصرش بودند، آشنا شد. وی در آن زمان در تدوین دو بیانیهٔ فوتوریست‌ها همکاری کرد و برای معرفی جنبش ادبی جدید و شعرخوانی به شهرهای مختلف روسیه سفر کرد. همچنین، در شعر روسی وزن، الفاظ، عبارات، تمثیل‌ها و استعارات تازه و بدیع پدید آورد. او با دنبال کردن سبک آینده‌گرایانه، آثار خود را خلق می‌کرد، ولی به همه اصول این سبک پایبند نبود و روش خاص خودش را داشت. مایاکوفسکی سرودن شعر را بسیار زود آغاز کرد. یکی از نخستین اشعار او به نام «صبح» که در بیست سالگی سروده شده چنین است:
بارشِ عبوس
نیم نگاهی انداخت
به تحقیر
آن سوی میله‌ها
با فکری روشن
بستری از پر
و بر رویش
آرام آسوده
پاهای اختران نو دمنده
اما همچنان که
چراغ‌های خیابان، تزارها
با تاج‌هایی از گاز
رو به مرگ می‌روند
چشم را به درد می‌آورد
خرده نزاع‌های
روسپیان خیابانی
لطیفه‌ای است
ترسناک و زننده
خندهٔ فروخورده
برمی‌آید
از ردیف‌های کژ و مژ
گل‌های زرد سمی
اما در پسِ
تمام ترس ویرانگر
و اغتشاش و پلیدی
در پایان، چشم لذت می‌برد
بندهٔ صلیب‌ها
رنج‌کشان، آرام، بی‌تفاوت
تابوت روسپی‌خانه‌ها
با طلوع مشرق
به جامی شعله‌ور پرتاب شد
از سیزده جلد میراث ادبیِ مایاکوفسکی، دوازده جلد آن بعد از انقلاب روسیه (۱۹۱۷) به وجود آمده‌است. او ادبیات منظوم و شعر را با واقعیت نزدیک کرد، آن را در خدمت نیازمندی‌های معاصر گذاشت و تبدیل به سلاحی برای مبارزه در راستای اهداف خود کرد.
مایاکوفسکی از اشعار کلاسیک لذت می‌برد اما بندهٔ آن‌ها نمی‌شد. او می‌گفت: هنر باید با زندگی درآمیخته شود، یا باید در هم آمیخته شود یا باید نابود شود.

## درگذشت

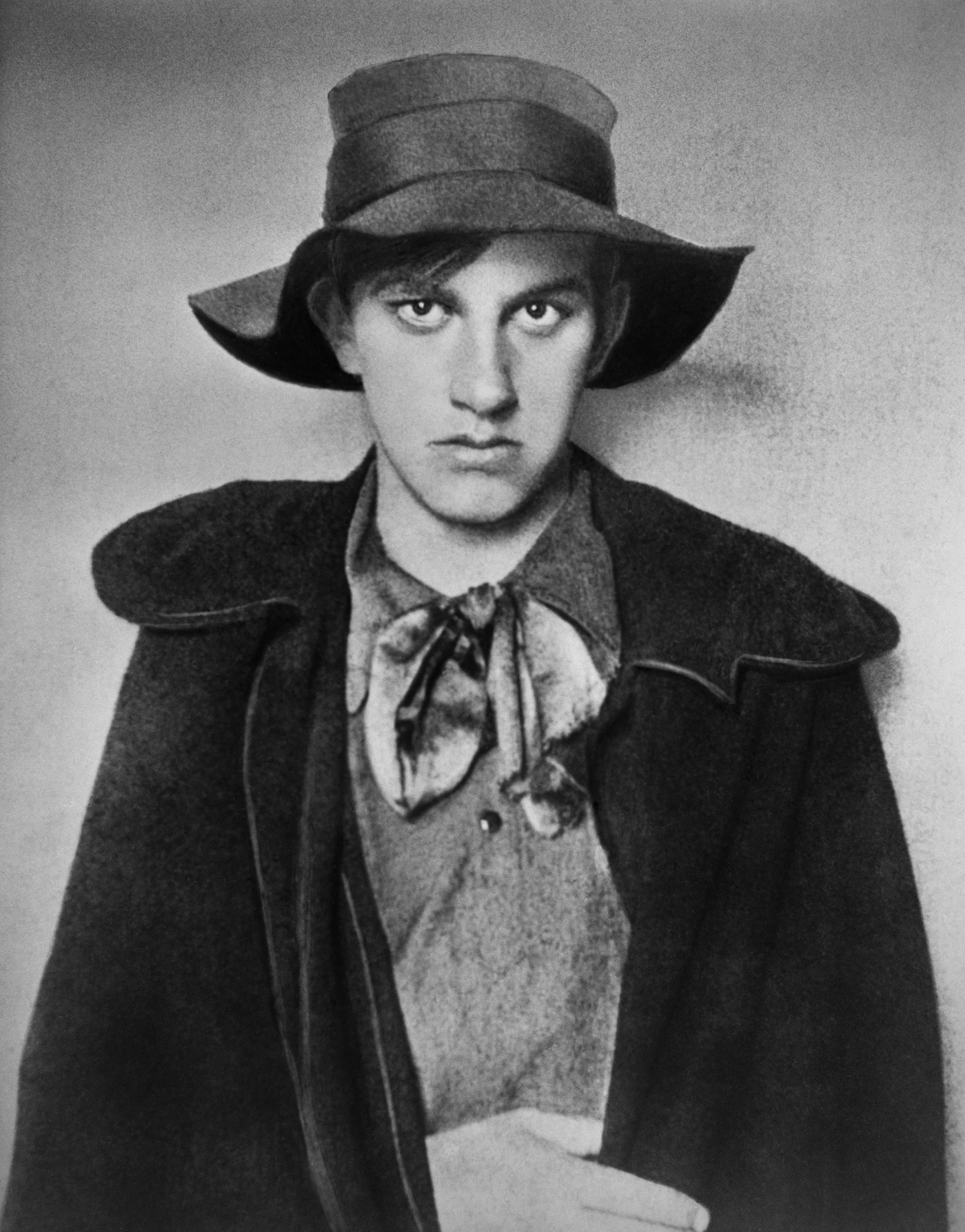
مایاکوفسکی در سال ۱۹۱۰

مایاکوفسکی در ۱۴ آوریل ۱۹۳۰ در پی بن‌بستی عاطفی به ضرب گلوله خودکشی کرد. وی پیش از مرگ بر برگه‌ای نگاشت: «برای همه… می‌میرم…».
«قدمم
در خیابان
مسافت را
لگدمال می‌کند
جهنم درونم را
اما

چاره چیست؟»

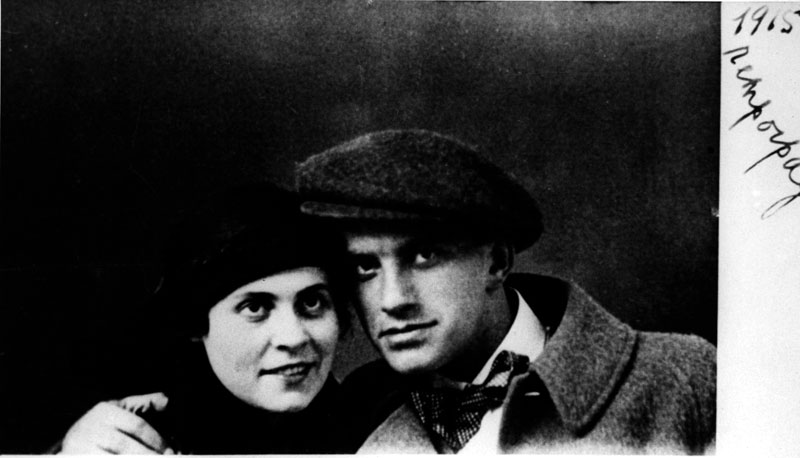
ولادیمیر مایاکوفسکی و لیلی بریک

او بسیاری از اشعار ماندگارش را برای معشوقش لیلیا بریک سروده‌است. از معروف‌ترینِ آن‌ها این شعر است:
«عزیزم
عمرم
شکنجهٔ جانم
عشقم
لیلی
اشعارم را بپذیر
شاید دیگر
هیچ‌گاه
هیچ‌چیز
نسرودم.»
جسد وی در گورستان بزرگان انقلاب دفن شد. وی در شوروی بزرگ‌ترین شاعر دورهٔ انقلابی لقب گرفته‌ بود.

## آثار

### کتاب‌ها
- ابر شلوارپوش: این شعر بلند یکی از مشهورترین آثار مایاکوفسکی است که نوشتن آن را در ژانویه ۱۹۱۴ آغاز و بعد از ۱۸ماه نوشتن آن را به پایان رساند .[۲]این اثر توسط مدیا کاشیگر به فارسی ترجمه شده و توسط نشر مینا منتشر شده‌ است.
- آمریکایی که من کشف کردم[۵]
- شعر چگونه ساخته می‌شود
- ساده چون صدای گاو (مجموعه شعر)
- آتش سرد (مجموعه شعر)[۲]
- من (ولادیمیر مایاکفسکی)، ترجمه یولتان سادیکوا

### نمایشنامه‌ها
- ساس (توسط مایرهولد، کارگردان تئاتر به روی صحنه رفته است.)
- حمام[۲] (نمایشنامه ای انتزاعی است که توسط مایرهولد، کارگردان روسی اجرا شد.)
- یک تراژدی
- میستری-بوف
- مسابقات قهرمانی طبقه جهانی کارگر